# AMC Rambler Tarpon
El Rambler Tarpon era un prototipo de automóvil desarrollado en 1963 por American Motors Corporation (AMC), un cupé 2+2 deportivo compacto de techo rígido. Orientado a los jóvenes, el estudio de diseño de color rojo brillante con techo negro hizo su debut público en 1964 en el Salón del Automóvil de Chicago y sirvió para predecir los elementos de diseño fastback del Rambler Marlin, un modelo de producción en serie más grande que se introdujo en 1965.

## Diseño
El Tarpon fue un estudio de diseño con "nombre de inspiración marina" ("tarpon" es el nombre en inglés del sábalo, un gran pez de aguas tropicales) para un pequeño automóvil de dos puertas con carrocería monocasco, capota rígida sin pilares intermedios, y con tracción trasera. La característica más novedosa era su elegante techo inclinado fastback que se estrechaba al encontrarse con el parachoques trasero. El Tarpon presentaba dos luces traseras grandes y profundas que fluían hacia abajo desde los hombros del guardabarros trasero. El modelo de exhibición se presentó en color rojo con un techo de vinilo negro que acentuaba su forma limpia desde el parabrisas hasta casi el parachoques trasero. La suave línea del techo no se veía interrumpida por la ventana trasera, casi horizontal. En un libro de 1991 sobre coches de colección, el historiador automotriz Richard M. Langworth describió la amplia línea del techo del Tarpon y como "las aberturas de las ventanas laterales aproximadamente elípticas se adaptaban a las hermosas líneas en forma de T, y su línea fastback bastante bien proporcionada parecía perfectamente natural para su venta en las salas de exposición". Sin embargo, carecía de una tapa del maletero o de un portón exterior para acceder al área de carga.
El concepto Tarpon "generó mucho entusiasmo en la convención de la Sociedad de Ingenieros Automotrices (Sociedad de Ingenieros de Automoción) en enero de 1964". El concepto se mostró con los diseñadores trabajando en un perfil recortado del automóvil en el escenario. Más adelante, el Tarpon generó un gran interés público mientras recorría el circuito de salones del automóvil a partir de enero de 1964. Su novedoso diseño de techo fue acentuado con el recubrimiento de vinilo negro que apareció por primera vez en el Salón de Chicago. Fue bien recibido en las ferias automovilísticas antes de que se estableciera el segmento de mercado de los "pony cars". El Tarpon apareció junto con el Mustang II (otro prototipo mostrado antes de que se presentara la versión de producción en serie) en el Salón del Automóvil de Nueva York de 1964.

## Desarrollo
El mercado del automóvil estaba cambiando a principios de la década de 1960 "cuando muchos conductores jóvenes y primerizos se incorporaron al mercado... y compraron coches con estilo". A principios de 1963, la gerencia de American Motors comenzó a desarrollar “un nuevo coche con estilo deportivo” para modificar su imagen. El equipo de diseño de Dick Teague ideó un concepto completamente nuevo para AMC: un diseño fastback. Teague era un admirador de los diseños de automóviles anteriores a la Segunda Guerra Mundial y "tenía auténtica pasión por tomar el estilo antiguo y hacerlo nuevo otra vez". Observó que el diseño de cupé del Chevrolet Corvette de 1963 y el techo rígido deportivo del Ford Galaxie de 1963, que vendió más que los modelos con carrocerías convencionales, siguieron el patrón establecido por el distintivo estilo de carrocería fastback de dos puertas del Chevrolet Fleetline de 1942, conocido como el Aerosedán, y por el propio Airflyte de Nash. Teague sabía que su equipo de diseño tenía que trabajar con presupuestos considerablemente más pequeños que sus colegas de las Tres Grandes de Detroit (General Motors, Ford y Chrysler). El pequeño fabricante de automóviles no estaba dispuesto a realizar la gran inversión que requeriría el diseño de utillaje de fabricación completamente nuevo, por lo que su equipo de diseño hizo un uso imaginativo de lo que tenía a su disposición y creó nuevos productos derivados a partir de elementos existentes.
El Tarpon se fabricó a partir del nuevo diseño y plataforma del modelo de tamaño compacto Rambler American, ya disponible para el año del modelo de 1964. Se usó un chasis convertible con una distancia entre ejes de 106 plg (2692 mm), pero el Tarpon era un poco más largo, y medía 180 plg (4572 mm) en comparación con las 177,25 plg (4502 mm) del Rambler American de producción en serie. El techo del Tarpon se bajó dos pulgadas, por lo que solo tenía 52,5 plg (1334 mm) de altura para darle una apariencia aún más dinámica. La sección superior del nuevo Rambler Tarpon estaba hecha de plástico reforzado. El parabrisas se describió como "abultado" y la línea del techo fastback presentaba una ventana trasera con "tragaluz". El parabrisas curvo multicapa inclinado hacia atrás realzaba aún más la apariencia baja del Tarpon, que también presentaba ruedas de aluminio pulido de 13 pulgadas. Las Rambler de serie montaban llantas de acero corrientes de 14 pulgadas, por lo que las ruedas más pequeñas hacían que el automóvil fuera más bajo. El interior tenía un juego completo de indicadores tipo cuadrante debajo de un panel de instrumentos acolchado, un volante de plato profundo de aluminio con borde en nogal y asientos baquet personalizados.
El Tarpon parecía apuntar al nuevo Plymouth Barracuda (basado en el Valiant) y al Ford Mustang. Mostrado antes de la introducción del Mustang compacto basado en el Falcon de Ford, el Tarpon de AMC fue "un éxito instantáneo", con el 60 % de los compradores potenciales encuestados afirmando que comprarían uno.
Sin embargo, el prototipo no llegó a las cadenas de producción. En ese momento, AMC todavía estaba desarrollando su motor V8 ligero "GEN-2" que encajaría en el pequeño chasis del Rambler American. Si hubiera llegado a tiempo, el Tarpon habría sido un competidor del Plymouth Barracuda, un derivado fastback del compacto Valiant de segunda generación. El uso de una plataforma compacta existente habría sido paralelo al enfoque de diseño de los Mustang cuyo chasis, suspensión y tren de transmisión se derivaron del Ford Falcon. Sin embargo, la investigación de mercado de AMC indicó que ofrecer solo un motor de seis cilindros no satisfaría el segmento del mercado objetivo previsto. El nuevo motor V8 se introdujo en 1966 en el modelo deportivo de techo rígido del Rambler American denominado Rogue. Además, el director ejecutivo de AMC, Roy Abernethy, quería que la empresa se alejase de la imagen comercial de los Rambler como automóviles pequeños y con diseños económicos y conservadores, y opinaba que "el principal problema era la falta deuna puesta al día de su imagen, el hecho de que demasiada gente todavía pensaba en American Motors como el fabricante de los compactos sencillos".
Bajo el liderazgo de Abernethy, la compañía introdujo coches más grandes que tenían más opciones, prestigio y lujo. Por ejemplo, los nuevos descapotables Ambassador más exclusivos ofrecían potencialmente mayores ganancias para la empresa. Aunque el pequeño Tarpon para cuatro pasajeros anticipó un nuevo segmento de mercado que luego se conoció como los pony cars, la decisión de AMC fue construir su modelo deportivo de "imagen" fastback en la plataforma de tamaño mediano o Classic de la gama intermedia de la compañía. Teague recordó que "Abernethy había decidido que en lugar de un 2+2 construiríamos un coche deportivo 3+3". El nuevo modelo de producción en serie, llamado Marlin, se presentó a mediados de 1965 y agregó más "carácter deportivo" a Línea de automóviles de AMC. Sin embargo, el Marlin tenía capacidad para seis pasajeros y estaba equipado con características propias de un automóvil de lujo personal, como el Ford Thunderbird o el Buick Riviera, en lugar de un competidor en el segmento de los pony cars. No obstante, el Marlin de producción en serie incorporó muchas de las características de diseño que eran las señas de identidad del Tarpon. Debido a que era un automóvil mucho más grande, el Marlin tenía hombros más pronunciados que los del Tarpon, y que se extendían lateralmente detrás de las ruedas traseras.
En 1965, tres años antes de que se presentara el pony car de producción en serie de AMC, los informes de prensa describieron el diseño de tamaño compacto como un "fastback similar al Tarpon" construido sobre la plataforma del Rambler American. El Tarpon "era el automóvil que AMC podría tener, debería tener, pero no lo hizo en respuesta al Mustang... En cambio, AMC construyó el Marlin, que, en el chasis clásico más grande, era demasiado grande para ser un pony car, demasiado lento para ser un muscle car, y maldecido con proporciones desgarbadas debido al capó rechoncho del Classic". El fabricante de automóviles cubrió un nicho de mercado en el que ofrecía un producto de mayor tamaño que no ofrecían sus competidores mucho más grandes. Aunque el Tarpon señaló el camino, AMC esperó hasta 1968 para presentar un pequeño fastback, el Javelin, que estaba dirigido directamente al segmento de mercado creado por el Mustang de Ford.

## Diseñadores

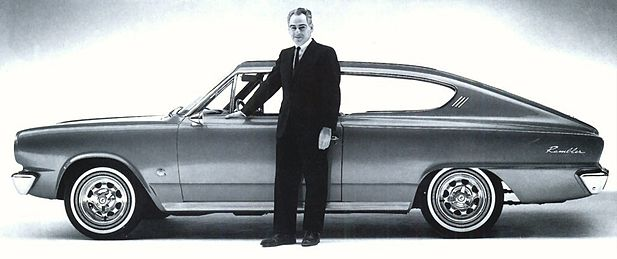
Fotografía del comunicado de prensa de AMC con el diseñador Chuck Mashigan junto al Tarpon

El equipo de diseño de AMC estuvo encabezado por Dick Teague. Stuart Vance fue Gerente de Ingeniería y esto incluyó el desarrollo de la carrocería, así como el taller de prototipos. Otros técnicos involucrados en su desarrollo fueron la mano derecha de Teague, Fred Hudson (quien más tarde contribuyó a la creación del Javelin), Vince Geraci (quien contribuyó a la apariencia final de Marlin), Chuck Mashigan (gerente de Advanced Studio), Robert Nixon, Jack Kenitz, Donald Stumpf, Neil Brown Jr., Bill St. Clair, Jim Pappas, así como Jim Alexander (quien diseñó el interior). Teague seleccionó los nombres tanto del prototipo Tarpon como del Marlin producido en serie.
Teague, que trabajó en AMC durante 26 años, fue el responsable de muchos de los hermosos y atemporales vehículos avanzados de AMC, así como de algunas de las decepciones de la empresa. Después de su retiro como vicepresidente de AMC, describió el desarrollo del diseño fastback con estas palabras:
"... Originalmente teníamos un coche denominado Tarpon, que debería haber sido producido... era realmente un automóvil elegante, un fastback pequeño y ajustado. Lo mostramos en la convención S.A.E. (Sociedad de Ingenieros de Automoción) (febrero de 1964) en el TCF Center de Detroit, Míchigan) ¡y todos estaban entusiasmados! Pero lo que mató al Tarpon fue el hecho de que no teníamos un V-8 para él en ese momento... [Al presidente de AMC] Roy Abernethy no le gustaban los coches pequeños. Nunca le gustaron. Le gustaban los vehículos grandes, porque era un tipo grande, un tipo muy agradable. Y sintió que este coche era demasiado pequeño, así que dijo: "Bueno, diablos, Teague, ¿por qué no lo pones simplemente con la misma distancia entre ejes del Rambler Classic? De esa manera, tienes disponibilidad de montar un V-8 y dispones de más espacio dentro". Y además de eso, agregó una pulgada al techo mientras yo estaba en Europa. Todavía no he superado esta decisión..."
Teague también fue responsable del diseño del Javelin compacto de AMC, así como del AMX de dos asientos.

## Legado
El Tarpon sirvió como influencia directa en el diseño fastback del AMC Marlin de 1965-1967. Además, los componentes del diseño original del Tarpon regresaron a un automóvil de producción en 2004 en un cupé fastback con un diseño distintivo "que a más de un observador le recuerda al viejo Rambler Marlin". Los principales comentarios sobre la apariencia del pequeño Chrysler Crossfire de dos asientos incluyen su "provocativo diseño en cola de barco" de su configuración fastback de la parte trasera. Los periodistas de la revista Automotive señalaron el parecido del Crossfire con el AMC Marlin y la parte trasera del Tarpon. Por ejemplo, Rob Rothwell escribió: "La primera vez que vi las líneas traseras del Chrysler Crossfire instantáneamente me trajo recuerdos de uno de mis coches favoritos, el Rambler Marlin de 1965".